# スロバキア語の歴史
スロバキア語の歴史は、スロバキア語の歴史を一覧形式で示したものである。スロバキアの歴史も参照のこと。

## 初期の歴史

### 500年ごろ
スロバキアの地域にスラヴ人が来る。

### 6世紀-7世紀
スラブ系言語（スラヴ祖語）の中に音韻の差異が生じ始めた。スロヴァキアの領域においても同様である。この変化の結果については、次の9世紀の節を参照。

### 9世紀
ニトラ公国（833年まで）がスロバキアおよびモラヴィア王国に成立。スラヴ祖語派のort-や-olt-がrat-やlat-（これらは現在の標準スロバキア語にある）に変化した方言が中央スロバキアに存在した。たとえば、モラヴィア王ラスチスラフ（チェコ語でロスティスラフ）などである。さらに、スラヴ祖語のdi-、-ti-はdz-、-c-に変化している（この変化は9世紀以前に起こった）。
- 863年以前：ラテン語がおそらくこの地域で行政および典礼のための言語として用いられていた。
- 863年：コンスタンティノス（キリル）とメトディウス（en）がモラヴィア王国を訪れた。885年までモラヴィアではテッサロニケ地方由来のマケドニア・スラヴ語（古代教会スラヴ語ともいわれる）が行政、文学および典礼のための言語となり、グラゴル文字が用いられた。ラテン語も同時に用いられ続けた。初期古代教会スラヴ語の文の中には、モラヴィア王国およびパンノニアのスラヴ系住民（当時スラヴ語の文でSlovieneと呼ばれていた）が用いた言語の要素が含まれているものがある。また、グラゴル文字はコンスタンティノスが特にモラヴィアにおける宣教のために作り出したものであったが、dzに対応するgの文字が含まれ、当時はモラヴィアでのみ用いられた（現在もスロバキア語で用いられており、後にポーランドおよび一時的にではあるがボヘミアでも用いられた）。一方、それはマケドニア方言では用いられていなかった。
- 885年：モラヴィアにおけるスラヴ語の使用（古代教会スラヴ語）が教皇により禁止された。ラテン語が再び行政および典礼のための言語となった。キリルとメトディウスの弟子たちはブルガリア、クロアチア、そして後にボヘミア、ロシアなどの外国に逃れた。

### 10世紀初め
マジャル人が907年に大モラヴィア王国を征服して、現代のハンガリーに住みつき、南スラブ人から西スラブ人を切り離して、一時的にスロバキアの南部を征服する。残っているスロバキアの大部分は、11世紀の終わりまでの間にハンガリーの一部となった。その後、スロバキア語が大モラヴィア（現在のハンガリー）、スロベニア、およびスラボニアのスラヴ系住民の言語からいくつかの方言として起こる。既に10世紀に、スロバキアの方言は現代と同じ東スロバキア方言・中央スロバキア方言・西スロバキア方言の3つのグループに分かれていた。他のスラブ諸語と同じく、スロバキア語の嚆矢は、6世紀、7世紀にさかのぼることができるが、スラブ語学者の一般的なコンセンサスでは各スラヴ系言語が異なる言葉と呼べるようになるのは10世紀になってからである。

### 10世紀-12世紀初頭
スロバキアを含むハンガリーで行政、宗教行事、文学に用いられる言語はラテン語であった。平民はスロバキアの方言を話していた。

### 13世紀-14世紀
スロバキア人市民や自作農らが行政言語としてスロバキア語を（ラテン語とともに）用い始める。スロバキア語は数世紀にわたる発達の後、統合されていった。

### 14世紀
文語チェコ語がスロバキアに浸透し始める。これはチェコ人の聖職者が教会学校で教える際に用いたためである。

### 15世紀-16世紀
スロバキア語は行政上の目的のために使用され続ける。文語チェコ語も一部のスロバキア人により、一部の目的（通信文書、ある種の契約、庶民向けの宗教書など）のためにラテン語とともに用いられたが、それにはほとんどの場合、多くのスロバキア語の要素を含んでおり、高度な教育を受けていない人々によって書かれた文は常にスロバキア語で書かれていた。チェコ語が用いられた理由として、スロバキア人国家が存在しなかったために標準スロバキア語がなかったこと（それに対しチェコ語はおおよそ標準語となっていた）、スロバキア人にとってはラテン語より学ぶのが容易であったという事実、多くのスロバキア人がプラハ大学で学んでいたこと、スロバキアにおけるチェコのフス派やヤーン・イスクラ（Ján Jiskra）の運動の影響、そしてハンガリー王マーチャーシュ1世によるモラヴィアの一時的な征服が挙げられる。16世紀に、洗練された西スロバキア、中央スロバキアおよび東スロバキア語が用いられ始めた（のち18世紀によく用いられるようになった）。

### 17世紀-18世紀
ルター派プロテスタントは宗教分野においてチェコ語を用いており（18世紀後半から20世紀初頭まで典礼言語として用いられた）、一方、カトリックは1635年創設のイエズス会の大学があったトルナヴァ出身の教養のある人々が用いた言語をもとにした西スロバキア語（洗練西スロバキア語、イエズス会スロバキア語）を用いていた。世俗的には（特に都市では）、多少チェコ語に影響を受けたスロバキア語が、しばしば混沌とした綴りが混ざった状態で書き言葉として用いられていた。しかし、上記のプロテスタントが多くのチェコ語の発音をスロバキア語の発音に変えていった（例：řをrに、ěをeに、auをúに、ouをúに、など）。東部スロバキアにおいては、他のスロバキア地域においてはチェコ語が用いられていた一方で、同じ目的と理由のために、スロバキア化した標準ポーランド語が時として用いられた（それに加え、チェコ語、スロバキア語、ラテン語も用いられた）。もちろん、ラテン語も主に行政面で用いられ続けていた。政治に関する限り、多くのチェコ人のプロテスタントが16世紀後半、特に白山の戦い（1620年）の後にスロバキアに移住した。しかし、再カトリック化が行われ、スロバキアは18世紀に再びカトリック大国となった。

### 1680年代 -18世紀
1683年、第二次ウィーン包囲を行ったオスマン帝国軍を打破した後、多くのスロバキア人が、徐々に「低地」つまり、現代のハンガリー、セルビア、クロアチア、ブルガリアの地と、オスマンの占有後に人口が減少したルーマニアの領域に移住した。これらの地域の住民はそれぞれのスラブ語方言を現在も用いている。

## 標準化

### 17世紀- 1750年
スロバキア語を標準語にする努力が見られるようになる。たとえば、ネドジェリ（en:Nedožery）出身のヴァヴリネック・ベネディクト（Vavrinec Benedikt）はその著書『チェコ語文法』（1603年、プラハ）において、スロバキア人にスロバキア語に関する認識を深めるよう促している。また、マテイ・ベル（Matej Bel）はパボル･ドレジャル（Pavel Doležal）の『Gramatica Slavico-Bohemica』（1745年、ブラチスラヴァ）の序説において、スロバキア語を他の主だった言語と比較している。スロバキア語による文学活動が17世紀後半に盛んになり、次の世紀にも続いた。

### 1763年
チェルヴェニ修道院のRomuald Hadvabnýは『ラテン語－スロバキア語辞典』において、スロバキア語文法の概要とともに西スロバキア語の詳細な成文化を提案した。

### 1783年
ヨゼフ・イグナーツ・バイザ（Jozef Ignác Bajza）がスロバキア語の最初の冒険小説『René mládenca príhody a skúsenosti（青年レネの出来事と経験）』を西スロバキア語で公表する。

### 1787年
カトリックの司教アントン・ベルノラーク（Anton Bernolák）（1813年没）は、『Dissertatio philologico-critica de litteris Slavorum（スラヴ文字の文献学上の必要性に関する論説）』（ブラチスラヴァ）を出版し、その中でトルナヴァ大学の「西スロバキア語に基づいた標準スロバキア語を成文化」したが、中央スロバキア語の要素も含まれていた（たとえば、ľや多くの単語）。この言語はしばしばベルノラーク語といわれる。ベルノラークは1780年代および1790年代に他の本、特に『スロバキア語－チェコ語－ラテン語－ドイツ語－ハンガリー語辞典』（1825年 - 1927年にのみ出版）において引き続き成文化を行った。これが初めての標準スロバキア語の大系化の成功例である。ベルノラークの言語はスロベニア・カトリックにおいて用いられるようになったが（特にユライ・ファーンドリ（Juraj Fándly）およびヤーン・ホリー（Ján Hollý）による）、プロテスタントは未だに（ボヘミアで17世紀まで用いられていた古い形の）チェコ語で記述している。

### 1843年
若いスロバキア人ルター派プロテスタントらが、リュドヴィート・シュトゥール主導で中央スロバキア方言を新しく標準スロバキア語とすることを決定した（カトリックで用いられていたベルノラーク語と、年長のスロバキア人ルター派プロテスタントにより用いられていたチェコ語の両方に代わって）。この新しい言語もヤーン・ホリーの主導によりベルノラーク語の利用者にも受け入れられたが（1851年の項も参照）、ヤーン・コラール（1852年没）主導の年長のルター派プロテスタントには当初は批判された。この言語は標準スロバキア語として「現在も用いられて」いる（1851年の項を参照）。これは1844年8月に新しい標準語として公式に宣言された。この新しいスロバキア語の初めての文法書が1846年にリュドヴィート・シュトゥールにより出版された。

### 1844年
ポジョニ（現ブラチスラヴァ）にあったハンガリー王国議会は、「言語法」を制定して（スロヴァキアはじめ非マジャール人地域を含む）ハンガリー全体の公用語を、中世以来のラテン語に代えてハンガリー語とした。 

### 1851年
シュトゥール語（1843年）およびベルノラーク語（1787年）の支持者らは、共通の標準語に関して同意した。この標準語は基本的にシュトゥール語と同じであるが、綴りは音韻によるものから語源を重視したものに変更し（たとえば、いくつかの単語においてiの代わりにyを導入し、de、teなどを書き、ハーチェクを取るなど）、いくつかの点でベルノラーク語支持者に譲歩している（たとえば、過去分詞の語尾を-ouの代わりに-lにする、ľの導入、など）。これらの変更のほとんどは1850年にスロバキア人言語学者マルチン・ハッタラ（Martin Hattala）により提案され、1852年に彼によりスロバキア語の系統的文法書『Krátka mluvnice slovenská（スロバキア語概説）』において公式に確立された。この言語は、1902年、1931年、1940年、1953年および1991年の改訂を経て、現在まで用いられている。なお、1859年時点で、ハンガリー王国内には中等学校が128校あったが、そのうちでスロバキア語を主要な授業用語としていたのは1校のみで、補助的に使用した学校を加えても9校に限られた。

## 近代史

### 1870年代
オーストリア・ハンガリー帝国の成立（1867年）以後、マジャール化政策がハンガリーで再び始まった。1860年代に設立されていた3校のスロバキア系ギムナジウムを、ハンガリー政府が1874年-1875年に閉鎖した。

### 1907年
アポーニー法で、ハンガリーの政府は公式にすべてのスロバキア語とドイツ語の小学校をハンガリー語の学校に変更した。そして、スロバキア語とドイツ語は外国語として週に1時間だけ教えることを認められた。

### 1918年-1992年（第二次世界大戦時を除く）
1918年のチェコスロバキアの成立に伴い、スロバキア語は消滅の可能性から救われ（1907年の項を参照）、歴史上初めて公用語とされた（チェコ語とともに）。同時に、この言語（特に単語）はチェコ語から強い影響を受けている。これは主に、チェコ人の教員および事務官がスロバキアで活動し（スロバキア語で教育を受けたスロバキア人がいなかったため）、スロバキア語なしで専門用語がつくられた、チェコスロバキアの最初の数年間持続し、第二次世界大戦の間、主なテレビ番組がチェコ語で放送されたときも同様であった。

### 1959年-1968年
6巻の『スロバキア語辞書』（SSJ）が公表された（オンライン・バージョン）。

### 1993年
チェコスロバキアはスロバキアとチェコに分かれる。スロバキア語はスロバキアの公用語になる。チェコ語に関係したスロバキア語の変化はなお続いている。その理由として、近隣の文化であること、教育的な接触が1992年以降も続いていること、および経済的理由でスロバキアの市場にはチェコ語で書かれた本が1990年以前より増えていることがあげられる。